# ODDSAC
ODDSAC är ett "visuellt album" av den amerikanska experimentella musikgruppen Animal Collective. Filmen är redigerad och regisserad av Danny Perez.
Filmen visades för första gången på 2010 års upplaga av Sundance Film Festival.

## Låtlista
Dessa låtar/scener förekommer i filmen:
1. "Mr. Fingers"
2. "Kindle Song"
3. "Satin Orb Wash"
4. "Green Beans"
5. "Screens"
6. "Urban Creme"
7. "Working"
8. "Tantrum Barb"
9. "Lady on the Lake"
10. "Fried Camp"
11. "Fried Vamp"
12. "Mess Hour House"
13. "What Happened?"